# Jean-Nicolas Gannal
Jean-Nicolas Gannal, född 27 juli 1791 i Sarrelouis, död 13 januari 1852 i Paris, var en fransk farmaceut.
Gannal var anställd vid franska krigshospital under Napoleon I:s krig och råkade vid reträtten 1812 i rysk fångenskap. Han är berömd för sin balsameringsmetod, skildrad i Sur la conservation des parties animales (1836 prisbelönad av franska vetenskapsakademien). Han förbättrade även sättet att raffinera borax och gjorde flera andra industriella uppfinningar.

## Fotnoter
1. ↑  Gemeinsame Normdatei, läst: 11 maj 2014.[källa från Wikidata]
2. ↑  Roglo, person-ID på Roglo: p=jean+nicolas;n=gannal.[källa från Wikidata]
3. ↑  Find a Grave, läs online.[källa från Wikidata]
4. ↑  läs online, www.sophie-drinker-institut.de , läst: 27 december 2020.[källa från Wikidata]